# بیکاچ
بیکاچ (به مجاری:  Bikács) یک شهرداری در مجارستان است که در پاکش واقع شده‌است. بیکاچ ۳۴٫۶۷ کیلومتر مربع مساحت و ۴۷۱ نفر جمعیت دارد.